# ملادوست لوتشاني
نادي ملادوست لوتشاني لكرة القدم (بالصربية: ФК Младост Лучани) نادي كرة قدم صربي يلعب في دوري الدرجة الممتازة. تم تأسيس النادي في عام 1952.